# الفاخرية (الدوادمي)
مركز الفاخرية هو مركزٌ إداري تابعٌ لمحافظة الدوادمي في منطقة الرياض ، ويصنف من فئة (ب) ورمزها 1141.